# Патлейнски манастир (XX век)
Вижте пояснителната страница за други значения на Свети Пантелеймон.
Патлейнският манастир „Свети Пантелеймон“ е действащ мъжки български православен манастир във Варненската и Великопреславска епархия. Изграден е в непосредствена близост до едноименния манастир от IX век.

## Местоположение
Манастирът е разположен в местността Патлейна в Драгоевска планина високо на десния бряг на река Голяма Камчия и на около 6 km южно от Велики Преслав. Предполага се, че манастирът е дал и името на местността, в която се намира.

## Исторически сведения
В периода 1909 – 1914 г. са извършени разкопки и проучване на останките на по-стария манастир от IX век, който се намира наблизо. Патлейнският манастир е представлявал комплекс от кръстокуполна църква, жилищни и стопански сгради. Оформени са три двора – съответно молитвен, жилищен и стопанско-производствен с керамични и стъкларски работилници. От същото време IX – Х век са намерени керамични икони на Св. ап. Филип, Евангелист Марко, Разпятие, бронзова матрица на икона на благославящ Христос седнал на трон, над която е поместено изображение на Богомайката „Платитера“. Манастирът е обявен за паметник на културата.
През 1940 г. Варненски и Преславски митрополит Йосиф замисля грандиозен план за възстановяване на манастира. Включват се жители от цяла България, но след 1944 г. сградата е одържавена и начинанието му пропада. Новият манастир никога не е действал, не е изграждан и църковен храм към него. В периода 1944 – 1989 г. сградата е била ползвана за почивна станция на профсъюзите и за спортна база. След 1989 г. е деактувана от общината и не се използва. Имало е неуспешни опити да бъде върната на Варненско-преславската митрополия. През август 2006 г. сградата е продадена на търг. Според Варненски и Великопреславски митрополит Кирил манастирът е закупен от поставено лице от Българската православна църква. От 2016 г., за манастира се грижи архимандрит Константин. Върви активна работа по неговото възстановяване.